# 混合曲
混合曲（英語：medley，也稱集成曲、混成曲、串燒歌）是將2首或以上的樂曲連續演奏所組成的樂曲，可能有音樂重疊。混合曲常出現在流行音乐，大部分為歌曲。